# Eugene K. Balon
Eugene K. Balon cseh nevén, Evžen K. Balon lengyel nevén Eugeniusz Kornel Bałon (Orlová, 1930. augusztus 7. – Guelph, Ontario, 2013. szeptember 4.) csehszlovákiai születésű, lengyel származású kanadai ichthiológus és természettudományi író. Zoológiai szakmunkákban nevének rövidítése: „Balon”.
A Duna halfaunájának feltárásában végzett kutatásai eredményeként a széles durbincs (Gymnocephalus baloni)  tudományos fajnevét róla kapta. Az Afrikában végzett természettudományos feltáró tevékenységnek elismerése, hogy az afrikai Tilapia baloni halfaj névadója lehetett.

## Életútja
Orlovában született sziléziai lengyel családba. Szülővárosa 1930-ban Szilézia azon része volt, ami Csehszlovákiához tartozott, de a város 1938-tól egy ideig Lengyelországhoz került, majd német megszállási övezet volt, végül a második világháború után újra Csehszlovákia része lett. Balon Orlovában a lengyel nyelvű Juliusz Słowacki Gimnáziumban érettségizett 1949-ben. További tanulmányait a prágai Károly Egyetemen folytatta.
1953–1967 között Pozsonyba került és a Szlovák Tudományos Akadémia munkatársaként a Duna természetes élővilágának kutatásában vett részt. 1967–1971 között ENSZ szakértőként Afrikába utazhatott és Zambiában a Kariba-tó élővilágát tanulmányozta. 1971-ben úgy döntött, hogy Kanadába emigrál és Ontarióba költözött, ahol baráti kapcsolatba került Josef Škvorecký cseh íróval. 1976-tól egyetemi tanár a Guelph Egyetemen.
Ichthiológusként bírálta a neodarwinizmust és a halakat szaporodási közösségekbe sorolta.

## Publikációi
Balon több mint 80 tudományos művet jelentetett meg az ichthiológia területén. Az alábbi felsorolás ezek közül tartalmaz néhányat: 
- Balon, EK, 1979. The theory of saltation and its application in the ontogeny of fishes: steps and thresholds. Environmental Biology of Fishes, 1979, Volume 4, Number 2, Pages 97–101. Online

- Balon, EK, 2001. Saltatory Ontogeny and the Life-History Model: Neglected Processes and Patterns of Evolution. Journal of Bioeconomics, 2001, Volume 3, Number 1, Pages 1–26. Online

- Balon, EK, 2002. Epigenetic Processes, when Natura Non Facit Saltum Becomes a Myth, and Alternative Ontogenies a Mechanism of Evolution Environmental Biology of Fishes. Volume 65, Number 1, Pages 1–35. Online

- Balon, EK, 2004. Evolution by epigenesis: Farewell to Darwinism, Neo-and Otherwise. Rivista di Biologia / Biology Forum 97: 269-312. Online